# Кронк, Гэри
Гэри Кронк (англ. Gary W. Kronk; род. 23 марта 1956) — американский астроном-любитель и писатель.

## Биография
Кронк родился в Гранит-Сити, штат Иллинойс, США. Интерес к космосу проявился у него в раннем возрасте, во времена первых пилотируемых космических полётов проекта «Меркурий»; однако именно изображения Марса, сделанные Маринером-4 крупным планом, которые появились по телевидению в ночь на 14 июля 1965 года, привлекли его интерес к астрономии. Этот интерес ещё больше усилила комета Когоутека (C/1973 E1). Кронк впервые наблюдал эту комету 30 ноября 1973 года, когда учился в старшей школе. Это наблюдение послужило стимулом для исследования и написания школьной статьи об этой и других великих кометах прошлого. Учительнице так понравилась статья, что она отправила её в местную газету. С тех пор он наблюдает, исследует и пишет о кометах.
Кронк получил степень бакалавра журналистики в Университете Южного Иллинойса в Эдуардсвилле в 1981 году.
Кронк известен как наблюдатель комет, исследователь и писатель. Его последний книжный проект «Кометография» представляет собой серию из шести томов, издаваемую издательством Кембриджского университета. Его знание истории комет привело к обнаружению связи нескольких комет с более старыми их появлениями, включая связь периодической кометы 109P/Свифта-Туттля с китайскими кометами, наблюдавшимися в 69 г. до н. э. и 188 г. н. э., что помогло подтвердить, что на движение кометы не сильно влияли негравитационные эффекты, и связь периодической кометы 104P/Коваля с кометой, о которой сообщил преподобный Лео Боэтин (Филиппины) в 1973 году, что помогло подтвердить сильное влияние на её движение негравитационных эффектов.
Исследования комет Кронка также тесно связано с исследованиями метеорных потоков из-за взаимосвязи между двумя областями. Он написал книгу «Метеорный дождь» в 1988 году, и его опыт в этой области повлёк приглашение стать участником исторической миссии НАСА/ВВС США Leonid MAC 99, которая изучала метеоритный шторм из метеорного потока Леониды во время полёта над Средиземным морем.

## Награды
Премия Чарльза П. Оливье Американского метеорного общества, 1999 г.
В его честь назван астероид (48300) Кронк.

## Публикации
Comets: A Descriptive Catalog, Enslow Publishers, Inc. (1984)
Meteor Showers, Enslow Publishers, Inc. (1988)
Cometography, volume 1, Cambridge University Press (1999)
Cometography, volume 2, Cambridge University Press (2004)
Cometography, volume 3, Cambridge University Press (2007)
Cometography, volume 4, Cambridge University Press (2008)
Cometography, volume 5, Cambridge University Press (2010)
Cometography, volume 6, Cambridge University Press (2017)
Meteor Showers, 2nd edition, Springer. (2013)
Lewis Swift: Celebrated Comet Hunter and the People’s Astronomer, Springer. (2017)

## Персональный вебсайт
- https://web.archive.org/web/20190226050258/http://meteorshowersonline.com/